# Lucio Cornelio Scipione (console 350 a.C.)
Lucio Cornelio Scipione  (fl. IV secolo a.C.) è stato un senatore romano.

## Biografia
Fu interrex nel 352 a.C. e successivamente fu eletto console nel 350 a.C. insieme al collega console Marco Popilio Lenate. A Popilio fu affidato il comando unificato della campagna contro i Galli, poiché Lucio Cornelio era caduto malato.
Nello stesso anno fu scelto come magister equitum dal dittatore Lucio Furio Camillo.